# Sebeta City FC
Sebeta City Football Club w skrócie Sebeta City FC – etiopski klub piłkarski grający w drugiej lidze etiopskiej, a niegdyś w pierwszej lidze etiopskiej, mający siedzibę w mieście Sebeta.

## Stadion
Domowe mecze klub rozgrywa na stadionie o nazwie Sebeta Stadium w Sebecie, który może pomieścić 5000 widzów.

## Reprezentanci kraju grający w klubie
Stan na kwiecień 2023.
| - Hailemichael Adeferes - Tesfaye Alebachew - Dereje Alemu - Mintesinot Allo - Behailu Assefa - Binyam Assefa - Lealem Birhanu - Biadgelegn Elias - Dawit Estifanos - Fuad Fereje - Fitsum Gebremariam - Fasil Gebremichael - Aschalew Girma - Behailu Girma - Getu Hailemaryam - Ephrem Kere - Dawit Mebratu | - Tadele Mengesha - Mesud Mohammed - Andualem Niguisie - Mesay Paulos - Samuel Saliso - Duresa Shubisa - Binyam Tefera - Addisu Tesfaye - Anteneh Tesfaye - Banou Diawara - Daniel Adjei - Junias Theophilus - Arafate Djako - Savio Kabugo - Derrick Nsibambi - Kirizestom Ntambi |